# Cao Yanhua
Cao Yanhua (chinesisch 曹 燕華 / 曹 燕华, Pinyin Cáo Yànhuá; * 1. Dezember 1962 in Shanghai) ist eine ehemalige chinesische Tischtennisspielerin. In den 1980er Jahren gewann sie siebenmal den Weltmeistertitel.

## Weltmeisterschaften
Cao Yanhua spielt im Penholder-Stil. Zwischen 1979 und 1985 nahm sie an vier Weltmeisterschaften teil mit folgenden Ergebnissen:
- WM 1979: Sieg mit der Mannschaft, Viertelfinale im Doppel
- WM 1981: Zweiter Platz im Einzel, Titelgewinn im Doppel (mit Zhang Deying) und mit der Mannschaft. Insider gehen davon aus, dass ihre Niederlage im Endspiel gegen Tong Ling per Stallregie von der chinesischen Leitung angeordnet war[2].
- WM 1983: Titelgewinn im Einzel und mit der Mannschaft
- WM 1985: Titelgewinn im Einzel und im Mixed (mit Cai Zhenhua), Silber im Doppel mit Ni Xialian

## Ende der Laufbahn
1985 ging sie mit ihrem Ehemann Shi Zhihao (Mannschaftsweltmeister 1981) nach Japan, ein Jahr später beendete sie ihre internationale Laufbahn und begann ein Studium an der Jiaotong-Universität in Shanghai.
1987 übersiedelte sie nach Deutschland und spielte in der Damenbundesliga bis 1992 beim VSC 1862 Donauwörth. Danach wechselte sie zum SG Marßel Bremen, wo sie jedoch wegen Schwangerschaft nicht eingesetzt werden konnte. 1999 gründete sie in Shanghai eine Tischtennisschule (Cao Yanhua table tennis school).

## Turnierergebnisse
| Verband | Turnier                 | Jahr | Ort          | Land | Einzel    | Doppel        | Mixed         | Team |
| ------- | ----------------------- | ---- | ------------ | ---- | --------- | ------------- | ------------- | ---- |
| CHN     | Asienmeisterschaft ATTU | 1982 | Jakarta      | INA  | Gold      | Gold          | Halbfinale    | 1    |
| CHN     | Asienmeisterschaft ATTU | 1978 | Kuala Lumpur | MAS  | Gold      | Halbfinale    |               | 1    |
| CHN     | Asian Cup               | 1983 | Wuxi         | CHN  | Gold      |               |               |      |
| CHN     | Asienspiele             | 1982 | New Delhi    | IND  | Gold      | Gold          | Gold          | 1    |
| CHN     | Asienspiele             | 1978 | Bangkok      | THA  |           | Halbfinale    |               | 1    |
| CHN     | Weltmeisterschaft       | 1985 | Göteborg     | SWE  | Gold      | Silber        | Gold          |      |
| CHN     | Weltmeisterschaft       | 1983 | Tokio        | JPN  | Gold      | Halbfinale    | Halbfinale    | 1    |
| CHN     | Weltmeisterschaft       | 1981 | Novi Sad     | YUG  | Silber    | Gold          | Viertelfinale | 1    |
| CHN     | Weltmeisterschaft       | 1979 | Pyongyang    | PRK  | letzte 32 | Viertelfinale | letzte 32     | 1    |